# Alexander Maes (1993)
Alexander Maes (Waregem, 20 juni 1993) is een Belgisch wielrenner die anno 2018 rijdt voor Tarteletto-Isorex. In 2014 liep Maes stage bij Wanty-Groupe Gobert, twee jaar later bij Team Katjoesja.

## Carrière
In 2011 werd Maes nationaal juniorenkampioen baanwielrennen op het onderdeel puntenkoers. Later dat jaar won hij met zijn team de ploegentijdrit in de Sint-Martinusprijs Kontich.
Aan het eind van 2014 mocht Maes stage lopen bij Wanty-Groupe Gobert. Namens deze ploeg reed hij onder meer de Ronde van Denemarken, waarin hij vijftiende werd in de vierde etappe. Tot een profcontract kwam het echter niet: Maes tekende bij het continentale An Post-Chainreaction. Namens deze Iers-Belgische ploeg werd hij in 2015 onder meer vijftiende in de Antwerpse Havenpijl.
Voor het seizoen 2016 moest Maes een stap terug doen naar het clubniveau, maar dankzij onder meer een zesde plaats in de Grand Prix Criquielion mocht hij vanaf augustus stage lopen bij Team Katjoesja.

## Overwinningen
2011
3e etappe Sint-Martinusprijs Kontich (ploegentijdrit)3

## Ploegen
- 2014 –  Wanty-Groupe Gobert (stagiair vanaf 1-8)
- 2015 –  An Post-Chainreaction
- 2016 –  Team Katjoesja (stagiair vanaf 9-8)
- 2017 –  Cibel-Cebon
- 2018 –  Tarteletto-Isorex

Backaert · Baugnies · De Greef · De Troyer · De Vreese · Degand · Drucker · Ghyselinck · Gilbert · Habeaux · Jans · M. Kreder · W. Kreder · Leukemans · Minnaard · Napolitano · Robert · Seeldraeyers · Selvaggi · Sijmens · Van Melsen · Vanlandschoot · Veuchelen · Maes (stagiair) · Seynaeve (stagiair)
Downey · Dunne · Edmondson · Gate · Kruopis · Maes · McCarthy · Meurisse · Mullen · Šiškevičius · Slater · Stannus · Vandenbogaerde · Wilson
Belkov · Bystrøm · Guarnieri · Haller · Isajtsjev · Koeznetsov · Kotsjetkov · Kozontsjoek · Kristoff · Lagoetin · Losada · Machado · Mamykin · Mørkøv · Politt · Porsev · Restrepo · Rodríguez · Silin · Špilak · Taaramäe · Tsatevitsj · Tsjernetski · Van den Broeck · Vicioso · Vorganov · Vorobjov · Zakarin · Maes (stagiair)
Boucher · Boussaer · Brayan-Lund · Cant · De Groote · De Jonghe · De Rooze · Leigh · Maes · Mannaerts · Ruijgh · Scheire · Sefa · A. Stockman · M. Stockman · Torres · Tzortzakis · Verhelst